# Bryum dissolutinerve
Bryum dissolutinerve är en bladmossart som beskrevs av C. Müller 1882. Bryum dissolutinerve ingår i släktet bryummossor, och familjen Bryaceae. Inga underarter finns listade i Catalogue of Life.